# مجلس المدينة
المجلس البلدي هو الهيئة التشريعية لبلدية مثل مجلس المدينة أو مجلس البلدية.

## فرنسا

## الهند
- انظر Nagar Palika للبلديات في الهند.

## هولندا
في هولندا، يمثل المجلس البلدي (بالهولندية: gemeenteraad ) مجلسًا منتخبًا للبلدية. ويتكون من 9 إلى 45 عضوًا (وفقًا لما يحدده القانون) ويتم انتخابهم من قبل المواطنين مرة واحدة كل أربع سنوات.

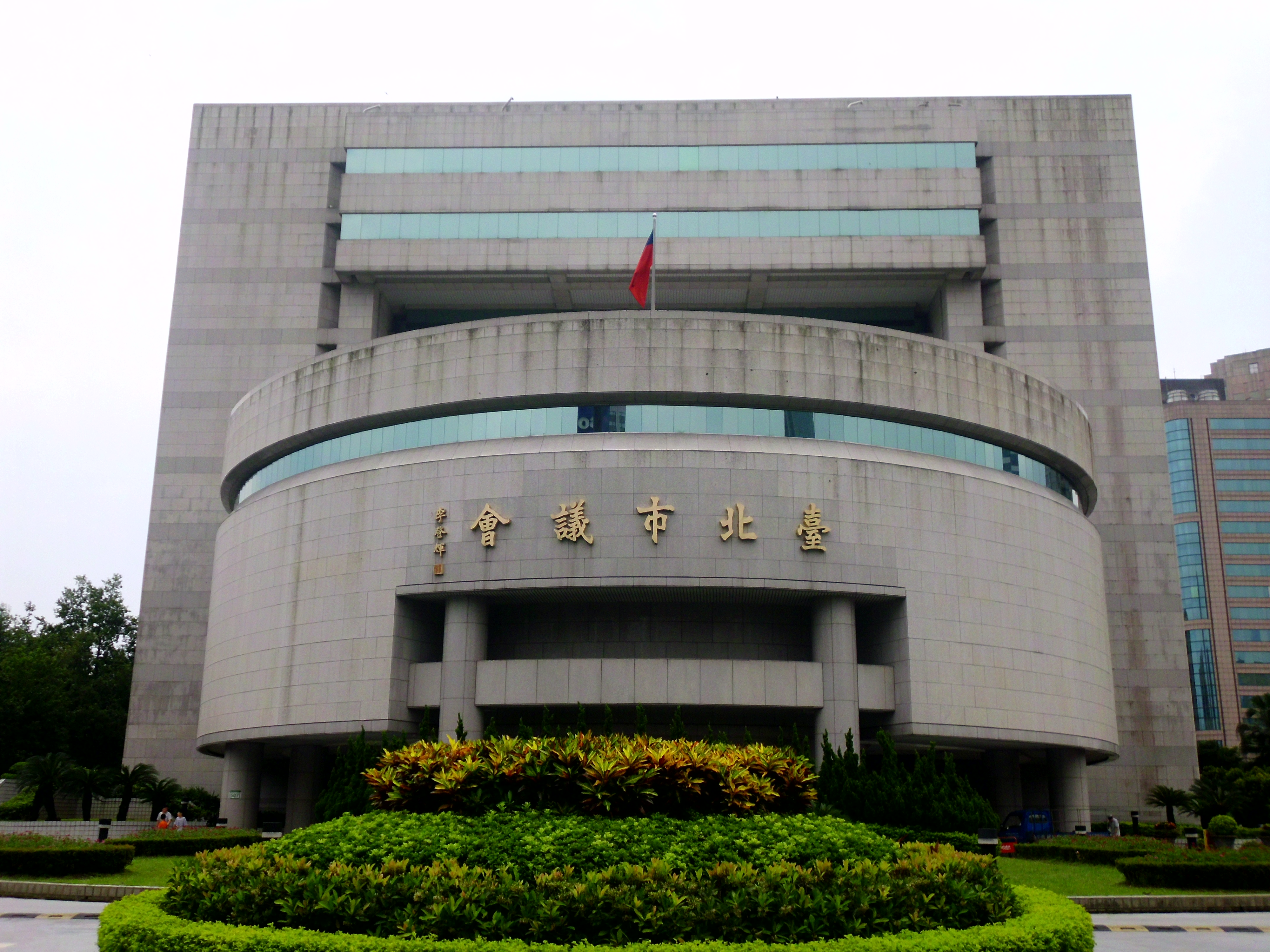
مجلس مدينة تايبيه